# Jacques d'Allonville
Jacques Eugène d'Allonville de Louville (también conocido con el nombre de "Chevalier de Louville"; Caballero de Louville) (14 de julio de 1671-10 de septiembre de 1732) fue un astrónomo  y matemático francés, que descubrió el cambio de orientación del eje de giro de la Tierra, comparando sus datos con los del astrónomo griego clásico Piteas. 

## Biografía
Su padre (1628-1707) era el señor de Louville, y su madre (1646-1704) pertenecía a la familia Vaultier de Moyencourt.
Su hermano mayor, Charles Auguste d'Allonville de Louville, fue un personaje destacado en la corte de Felipe V de España. Siendo el hijo menor, Jacques Louville fue destinado a convertirse en miembro de la iglesia (las otras elecciones eran una carrera militar u otro camino que no tomó a la sombra de sus parientes). De su juventud se sabe que no quería ser eclesiástico, y que con 12 años de edad cayó en sus manos un ejemplar en francés de los Elementos de Euclides que leía sin parar, y que se convirtió en un hecho que orientaría el resto de su vida.
Carrera militar
Louville era uno de los miembros más jóvenes de la Marina Real. Luchó en la batalla de Hougue en 1692, alcanzando el grado de capitán del ejército en 1700. Su hermano mayor, Charles Auguste, que estaba al servicio del duque de Anjou, el futuro rey Felipe V de España, le llevó con él a este país. Nombrado brigadier, sus servicios fueron reconocidos con una pensión. Tras regresar a Francia, continuó su carrera militar, siendo hecho prisionero de guerra en 1708 en la batalla de Oudenarde. Liberado dos años después, fue ascendido a Coronel de los Dragones de la Guardia de la Reina. Posteriormente retomó sus estudios de astronomía, cortando sus lazos con el ejército contra los deseos de su familia, y renunciando a su carrera como oficial.
Carrera científica
Apasionado por las matemáticas y los principios de la astronomía, Louville se trasladó a Marsella en 1713 o 1714, para medir la altura del polo necesaria para relacionar correctamente sus observaciones de las estrellas con las realizadas 2000 años antes por el astrónomo y navegante griego Piteas. 
En 1715 Louville fue a Londres para observar un eclipse solar total, asistiendo a Edmund Halley, en el que pudieron observarse durante unos instantes unas marcas luminosas centelleamdo sobre la superficie oscura de la luna. 
En 1717 se trasladó a Carré, a una milla de Orléans, destino obligatorio que le correspondió como miembro de la Academia de Ciencias, a la que pertenecía desde 1714. Esta situación no fue permanente, pero Louville mantuvo su compromiso con la Academia, estudiando el cielo en Oréans.
Personalidad
Era un hombre de carácter independiente, ni misántropo ni austero, pero generoso con su tiempo para sus semejantes.

## Contribuciones
Louville concluyó con sus mediciones realizadas durante su estancia en Marsella (comparando las mismas estrellas que habían observado Piteas y otros astrónomos siglos antes) que la inclinación del eje de la Tierra no es constante. Voltaire fue testigo posteriormente del alargamiento de las escalas de tiempo propiciado por el trabajo de Louville:

"Este astrónomo fue a Marsella en 1714 para comprobar si la posición del plano de la eclíptica coincidía con la observada por Piteas aproximadamente 2000 años antes; y encontró en menos de 20 minutos, que en 2000 años, la eclíptica, según él, se habría acercado al ecuador unos 3 grados. Además de los movimientos conocidos, la posición relativa del sol tendría otro movimiento, girando desde un polo hacia el otro. Este hallazgo mostraba que en 23000 años el sol sería dirigido hacia el ecuador, y que en 2 millones de años todos los climas alrededor del mundo de las zonas tórridas y de las zonas glaciares cambiarán”.
(Voltaire)

La tesis de Louville fue explicada matemáticamente por Leonhard Euler, y aceptada hoy en día, tuvo un eco considerable, aunque fue puesta en duda por otros científicos, como Hire y Riccioli. Otras observaciones de los griegos clásicos, los árabes, y los chinos antiguos añadieron consistencia a estas ideas.

## Eponimia
- El cráter lunar Louville lleva este nombre en su memoria.[1]